# Saturno Valentino
Saturno Valentino (Nocera Terinese, 10 aprile 1907 – Bari, 15 novembre 1987) è stato un militare e aviatore italiano, particolarmente distintosi nel corso della guerra di Spagna e nella seconda guerra mondiale, decorato di due Medaglie d'argento, una di bronzo al valor militare, e quattro Croci al merito di guerra. Inoltre fu insignito della Croce di Ferro di seconda classe e del titolo di Cavaliere dell'Ordine dell'Aquila tedesca con spade.

## Biografia
Nacque a Nocera Terinese (provincia di Catanzaro) il 10 aprile 1907. Arruolatosi nel Regio Esercito, fu assegnato all'arma di artiglieria dopo aver frequentato il corso per Ufficiale di complemento dell'arma di artiglieria, venne assegnato alla specialità artiglieria da campagna. Il 5 settembre 1927 venne ammesso alla Scuola di pilotaggio, a disposizione del Ministero dell'aeronautica. Conseguì il brevetto di pilota militare, su velivolo Ansaldo A.300/4, il 10 novembre 1928. Con Regio Decreto del 28 novembre 1929 è ammesso a frequentare la Regia Accademia Aeronautica di Caserta, Corso Grifo, uscendone con il grado di sottotenente in servizio permanente effettivo e anzianità a partire dal 1 ottobre 1931. Venne subito assegnato in servizio presso la Scuola Osservazione Aerea, frequentando a partire dal 1 agosto 1933 il corso di osservazione marittima. Promosso tenente il 6 luglio dello stesso anno, il 20 febbraio 1934 fu assegnato all'Aviazione della Sicilia, e dal 4 gennaio 1936 al 21º Stormo di Osservazione Aerea.
Divenuto capitano ad anzianità, il 1 novembre entrò in servizio nell'Aeronautica della Sardegna, e il 6 settembre 1938 partì volontario per combattere nella guerra di Spagna, da cui tornò il 15 giugno 1939 decorato con una Medaglia d'argento al valor militare.
Il 12 luglio 1939 fu assegnato al 19º Stormo Osservazione Aerea, in cui prestava servizio all'atto dell'entrata in guerra del Regno d'Italia, avvenuta il 10 giugno 1940 nell'Aviazione Ausiliaria per l'Esercito. Il 15 dicembre fu trasferito all'Aeronautica della Libia - Est, da cui rientrò il 1º settembre 1941, decorato con la seconda Medaglia d'argento al valor militare.
Promosso maggiore il 1º dicembre successivo, il 27 dello stesso mese fu assegnato al Gruppo "C" del Comando Superiore Aviazione per il Regio Esercito, e dal 1º marzo 1943 assunse il comando del 70º Gruppo Autonomo O. A., di stanza in Albania ed equipaggiato con velivoli Caproni Ca.311, Ca.314 e Ca.164.
Insignito dell'Ordine dell'Aquila tedesca con spade, e della Croce di Ferro di seconda classe, dopo la firma dell'armistizio dell'8 settembre 1943 fu catturato dai tedeschi il giorno 10 e poi deportato. Ritornò in Patria il 3 settembre 1945, e subito il giorno 9 si presentò presso il Presidio Aeronautico Regionale Lucca, venendo promosso tenente colonnello il 1 ottobre. Il 27 febbraio 1947 fu assegnato presso il Comando della 3ª Zona Aerea Territoriale in attesa di impiego, che avvenne il 19 gennaio 1948 quando fu assegnato all'Istituto Opera Nazionale per i Figli degli Aviatori (O.N.F.A.) di Firenze. Il 23 marzo 1950 fu trasferito presso il Comando della 4ª Zona Aerea Territoriale di Bari, e il 10 aprile 1954 venne promosso colonnello a scelta assoluta. Il 31 dicembre 1958 è collocato in soprannumero all'organico e messo a disposizione dal 1º gennaio 1960. Cessò il servizio attivo per raggiunti limiti di età, il 10 giugno 1961  è collocato nella riserva,  venendo promosso generale di brigata aerea il 1º agosto 1963. Messo in congedo assoluto il 12 dicembre 1972, fu promosso generale di divisione aerea il 12 dicembre 1973. Si spense a Bari il 15 novembre 1987.

### Annotazioni
1. ↑  Quando entrò ufficialmente in servizio nella Regia Aeronautica fu cancellato dai ruoli degli Ufficiali di Complemento del Regio Esercito.
2. ↑  Mentre era al comando di tale gruppo ricevette un Encomio solenne con la seguente motivazione: Con intelligente opera di comando, capacità e spirito di completa dedizione al dovere, raggiungeva in breve tempo la preparazione bellica del proprio reparto in un periodo di cambio degli apparecchi in dotazione.

### Fonti
1. 1 2 3 4 5 6 7 8 9 10 11  Cersòsimo 2018, p. 32.
2. ↑  Dunning 1988, p. 46.
3. ↑  Brevetto rilasciato dal Governo Tedesco in data 22 maggio 1939.
4. ↑  Brevetto rilasciato dal Governo Tedesco in data 12 settembre 1941.
5. 1 2 3 4 5 6 7  Cersòsimo 2018, p. 33.